# Streghe della Notte
Streghe della Notte fu il soprannome col quale vennero definite le donne pilota del  588º Reggimento bombardamento notturno  (in russo: Nočnye Ved'my, in cirillico: Ночные Ведьмы) dal tedesco Nachthexen datogli dagli avversari. Fu un reggimento d'aviazione sovietico della seconda guerra mondiale, successivamente ribattezzato col titolo di 46º Reggimento bombardamento leggero notturno delle guardie "Taman'". Caratteristica di questa unità militare fu di essere composta da donne. L'unità venne formata su iniziativa di Marina Raskova (in russo: Марина Михайловна Раскова) e condotta dal maggiore Evdokija Davidovna Beršanskaja per contribuire allo sforzo bellico dell'Unione Sovietica nel corso della seconda guerra mondiale.

## Storia
Il reggimento fu costituito solamente tre mesi dopo l'invasione nazista del territorio sovietico, l'operazione Barbarossa. Marina Raskova, membro del Soviet Supremo, in precedenza già distintasi come aviatrice in precedenti imprese, grazie alla sua popolarità iniziò a ricevere molte lettere da parte di giovani donne russe che chiedevano di partecipare allo sforzo bellico. Il giorno 8 ottobre 1941, Iosif Stalin autorizzò la costituzione di tre reggimenti di donne pilota, che presero la denominazione di:
- 586º Reggimento caccia, equipaggiato con velivoli Yak-1;
- 587º Reggimento bombardieri, equipaggiato con velivoli Petlyakov Pe-2;
- 588º Reggimento bombardamento notturno, equipaggiato con velivoli Polikarpov Po-2.

### Il reggimento di bombardamento notturno
Il 588º reggimento era equipaggiato con biplani Polikarpov Po-2 in legno e tela, un monomotore biposto dotato di doppio comando e progettato da Nikolaj N. Polikarpov nel 1928. Originariamente destinato ad addestramento, ricognizione e collegamento e successivamente modificato per lavoro agricolo. Il velivolo non disponeva di nessuna strumentazione per il volo notturno e per il puntamento bombe. La navigazione avveniva grazie a bussola, mappa e cronometro, e per lo svolgimento delle missioni, quando possibile, si usavano riferimenti a terra. L'armamento era costituito da due bombe a caduta per un peso massimo di 100 kg. Questo richiedeva quindi più missioni per ogni notte, per raggiungere gli obiettivi richiesti.
L'aereo era obsoleto già prima dell'inizio delle ostilità. Era molto manovrabile, come tutti i biplani, ma molto lento. Questa sua lentezza fu anche il suo punto di forza perché lo rendeva difficile da abbattere per i caccia notturni tedeschi, molto più potenti ma con velocità di stallo superiore. Era praticamente impossibile la collimazione delle armi di bordo dei velivoli della Luftwaffe.
Il 588° volò in missioni di bombardamento e di disturbo dal 1942 sino alla fine della guerra. Il reggimento arrivò ad essere composto da 40 equipaggi, ognuno con due componenti. Le aviatrici del reggimento eseguirono oltre 23.000 missioni e sganciarono circa 3.000 t di bombe. Fu l'unità femminile dell'Aviazione Sovietica più decorata. Alcune delle donne pilota ancora in vita al termine della guerra avevano effettuato più di 1.000 missioni e ventitré di loro avevano ricevuto la Stella d'oro di eroe dell'Unione Sovietica. Trentuno di loro morirono in combattimento.

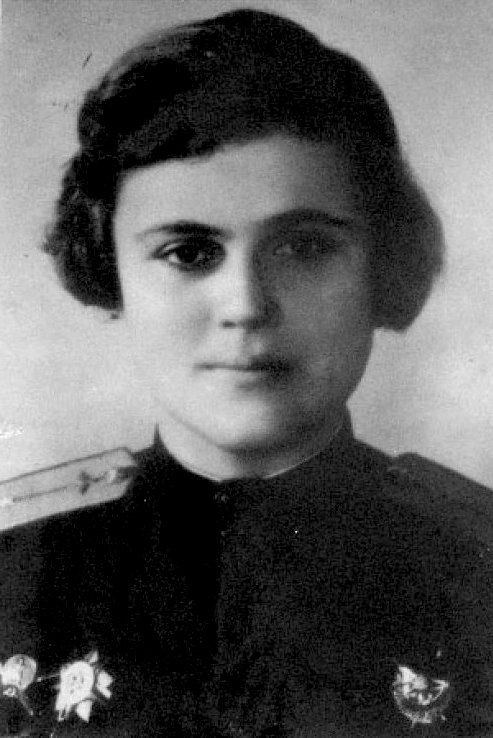
Tenente navigatore Evgenija Rudneva.

## Le componenti del reggimento

### Comandanti
- Evdokija Davidovna Beršanskaja - comandante di reggimento[4]
- Evgenija Andreevna Žigulenko - Жигуленко Евгения Андреевна, eroe dell'Unione Sovietica - comandante di volo

### Le componenti dell'equipaggio che hanno ricevuto la stella di eroe dell'unione Sovietica
- Raisa Ermolaevna Aronova - Аронова Раиса Ермолаевна (960)
- Vera Luk'janovna Belik - Вера Лукьяновна Белик (postumo, 813)
- Antonina Fëdorovna Chudjakova - Худякова Антонина Фёдоровна (926)
- Rufina Sergeevna Gaševa - Гашева Руфина Сергеевна (848)
- Polina Vladimirovna Gelman - Гельман Полина Владимировна (850)
- Tat'jana Petrovna Makarova - Татьяна Петровна Макарова (628 incursioni) - comandante di squadriglia
- Natal'ja Fëdorovna Meklin - Меклин Наталья Фёдоровна (980)
- Evdokija Andreevna Nikulina - Евдокия Андреевна Никулина (774)
- Evdokija Ivanovna Nosal - Евдокия Ивановна Носаль (postumo, 354)
- Zoja Ivanovna Parfënova - Парфёнова Зоя Ивановна (680)
- Evdokija Borisovna Pas'ko - Пасько Евдокия Борисовна (790)
- Nadežda Vasil'evna Popova - Попова Надежда Васильевна (852)
- Nina Maksimovna Raspopova - Распопова Нина Максимовна (857)
- Ekaterina Vasil'evna Rjabova - Рябова Екатерина Васильевна (890)
- Larisa Nikolaevna Rozanova - Розанова Лариса Николаевна (816)
- Evgenija Maksimovna Rudneva - Руднева Евгения Максимовна (postumo, 645)
- Ol'ga Aleksandrovna Sanfirova - Ольга Александровна Санфирова (postumo, 800)
- Irina Fëdorovna Sebrova - Себрова Ирина Фёдоровна (1008)
- Marija Vasil'evna Smirnova - Смирнова Мария Васильевна (950)
- Maguba Gusejnovna Syrtlanova - Сыртланова Магуба Гусейновна (782)
- Marina Pavlovna Čečneva - Чечнева Марина Павловна (810)
- Nina Zacharovna Ul'janenko - Ульяненко Нина Захаровна (915) - navigatrice

### Altre celebri componenti
- Xïwaz Qaýırqızı Dospanova - (in kazako: Хиуаз Қайырқызы Доспанова; in russo: Хиуаз Каировна Доспанова), eroe nazionale del Kazakistan
- Irina Rakobolskaya capo di stato maggiore del "46º Reggimento guardie di Taman, è stata un professore del dipartimento di raggi cosmici e fisica spaziale della Facoltà di fisica dell'Università statale di Mosca.

## Rappresentazioni nei media
- Nel 1981, un lungometraggio sovietico intitolato Night Witches In The Sky (В небе ночные ведьмы) è stato diretto da Evgenia Zhigulenko (Евгения Жигуленко), Eroe dell'Unione Sovietica, e uno dei membri del 588º Reggimento.[5]
- Nel 2001, una coproduzione britannico-russa con Malcolm McDowell, Sophie Marceau e Anna Friel avrebbe dovuto essere effettuata, ma non è riuscito a ottenere il sostegno economico da parte di uno studio americano.[6]
- Nel 2013, venne commissionato un breve cartone animato The Night Witch per la regia di Alison Klaymanper per commemorare Nadežda Popova, morta lo stesso anno.[7]
- Nel corso del 2013 vi era un progetto cinematografico scritto da Gregory Allen Howard e finanziato dal nipote di Boris El'cin.[8]
- Nel 2013 è stata prodotta e distribuita una serie televisiva russa dal titolo Night Swallows.[9]
- Nel 2014 il gruppo power metal Sabaton apre l'album Heroes con la canzone Night Witches, dedicata al 588º reggimento.
- Nel 2015 viene pubblicato il gioco di ruolo Night Witches di Jason Morningstar, pubblicato in Italia da SpaceOrange42, nel quale i giocatori possono interpretare le aviatrici del reggimento.
- Nel 2017 viene prodotto  Nachthexen, un breve filmato a tecnica mista diretto da Julie Herdichek Baltzer. Una veterana di guerra ricorda quando è stata pilota nella squadra di bombardamento tutta al femminile soprannominata Nachtexen (Night Witches) durante la seconda guerra mondiale.[10]
- Nel 2019 esce il romanzo della scrittrice statunitense Kate Quinn, La cacciatrice (The Huntress) che parla ampiamente delle Streghe della notte.